# Lương Nữ Oánh
Ý Hiến Lương hoàng hậu (chữ Hán: 懿獻梁皇后; ? - 159), Hoàng hậu đầu tiên của Hán Hoàn Đế Lưu Chí - vị Hoàng đế của triều đại Đông Hán trong lịch sử Trung Quốc.
Lương hoàng hậu xuất thân hiển hách khi có cha là Đại tướng quân, anh trai kế thừa chức của cha dưới thời Hán Xung Đế đến Hán Chất Đế, chị gái Lương Nạp lại chính là đương kim Hoàng thái hậu. Tuy có gia tộc hậu thuẫn, bà không được Hán Hoàn Đế dụng tâm đối đãi, thậm chí ghẻ lạnh đến mức qua đời trong sự cô đơn. Cuối cùng bị truy phế danh hiệu Hoàng hậu, cải thành mộ Quý nhân.

## Xuất thân
Ý Hiến Lương hoàng hậu, húy Nữ Oánh (女瑩), quê quán ở Ô Thị, An Định (安定乌氏; nay là Bình Lương, tỉnh Cam Túc). Lương Nữ Oánh xuất thân danh môn, là gia tộc họ Lương hiển hách ở Ôn Thị, cũng là mẫu tộc của Cung Hoài hoàng hậu - sinh mẫu của Hán Hòa Đế. Tằng tổ phụ của bà là Bao Thân Mẫn hầu Lương Tủng (梁竦), cha đẻ của Cung Hoài hoàng hậu; tổ phụ là Thừa Thị hầu Lương Ung (梁雍), em trai Cung Hoài hoàng hậu, do quan hệ thân thích nên được nhậm chức Thiếu phủ (少府).
Phụ thân bà là Lương Thương (梁商), lãnh chức Hoàng môn Thị lang (黄门侍郎), kế vị tập tước Thừa Thị hầu (乘氏侯). Trong nhà có 3 anh trai là Lương Ký, Lương Bất Nghi (梁不疑) cùng Lương Mông (梁蒙); ngoài ra còn chị cả Lương Điền (梁田), chị thứ Thuận Liệt hoàng hậu Lương Nạp và em gái Lương A Trọng (梁阿重).
Thời điểm Lương Nữ Oánh trưởng thành, nhà họ Lương sau khi Lương Nạp trở thành Hoàng hậu đã có đại quyền ngoại thích. Thừa Thị hầu Lương Thương khi đó nhậm chức Đại tướng quân, quyền khuynh thiên hạ. Sau khi Lương Thương qua đời, huynh trưởng của Lương thị là Lương Ký tiếp tục kế thừa tước và chức vị của cha, sau đó nhận lệnh phù trợ dưới thời Hán Xung Đế rồi đến Hán Chất Đế. Chị thứ của Lương thị là Lương Nạp khi này đã là Hoàng thái hậu lâm triều nhiếp chính. Gia tộc của Lương Nữ Oánh càng thêm phần hiển hách.

## Sách lập Hoàng hậu
Năm Bản Sơ nguyên niên (146), tháng 6, Hán Chất Đế Lưu Toản bị giết, năm đó 9 tuổi. Ban đầu, Thái hậu muốn gả em gái Lương Nữ Oánh cho Hán Chất Đế để tăng quan hệ hôn nhân, nào ngờ Đại tướng quân Lương Ký lại hạ độc thủ với Hoàng đế. 
Mùa xuân đầu năm, Lương thái hậu đã triệu Lễ Ngô hầu Lưu Chí về Lạc Dương. Lưu Chí vốn là tằng tôn của Hán Chương Đế, cháu nội Hà Gian Hiếu vương Lưu Khai (劉開) và là con của Lễ Ngô hầu Lưu Dực (劉翼). Sau khi Hán Chất Đế băng, Lương Ký áp chế các quan viên, mặc kệ sự phản đối của Tam công đầu triều là Thái úy Lý Cố (李固), Tư đồ Hồ Quảng (胡廣) và Tư không Triệu Giới (赵戒), ép Lương thái hậu chọn Lưu Chí kế vị. Để bảo toàn gia tộc, Thái hậu nghe theo Lương Ký, lập Lễ Ngô hầu Lưu Chí đăng cơ, tức Hán Hoàn Đế. Lương thái hậu tiếp tục lâm triều nhiếp chính.
Năm Kiến Hòa nguyên niên (147), quan viên thượng tấu Hoàng thái hậu, viết:"Xuân Thu có ghi kỷ Vương hậu, bây giờ đổi lại thành Hoàng hậu. Hiện tại Đại tướng quân có người muội đệ, ưng thiệu thánh thiện. Kết hôn chi tế, hữu mệnh kí tập, nghi bị lễ chương, thời tiến chinh tệ. Xin thượng nghị Tam công, án lễ nghi cử hành". Lương thái hậu đồng ý, đem cựu lệ khi Hán Huệ Đế sính Hiếu Huệ Trương hoàng hậu khi xưa, lễ vật dùng hoàng kim 20.000 cân, lễ Nạp thái dùng nhạn, bích cùng xe ngựa bốn con cùng đoạn lụa các loại, y theo lễ nghi chỉn chu. Tháng 6 năm đó Lương Nữ Oánh tiến vào Dịch đình, ngày 18 tháng 8 được lập làm Hoàng hậu.
Khi Lương thái hậu lâm triều, Đại tướng quân Lương Ký nắm đại quyền, Lương hoàng hậu cũng cậy thế mà áp đảo toàn bộ cung nhân trong hậu cung. Bà tự quy định chỉ có Trung cung được phép diện kiến riêng Hoàng đế, lại dùng các phục sức xa hoa, trang trí lộng lẫy, số tiền bà chi tiêu cho việc mua sắm tư trang lên đến mức khổng lồ, vượt xa các Hoàng hậu đời trước. Dù độc chiếm mọi ân sủng nhưng Lương hậu lại không có con, rất đố kỵ với các phi tần, thường tìm cách sát hại. Hán Hoàn Đế bất mãn họ Lương nhưng vẫn không dám thể hiện cơn giận, chỉ có thể dần xa lánh Lương hoàng hậu.

## Qua đời
Năm Diên Hi thứ 2 (159), ngày 9 tháng 8, Lương hậu vì quá cô đơn và uất ức nên đột ngột qua đời, không rõ bao nhiêu tuổi. Bà được an táng với danh dự của một Hoàng hậu, thụy hiệu là Ý Hiến hoàng hậu (懿獻皇后). Ngày 21 tháng 7 được táng vào Ý lăng (懿陵).
Cuối năm đó, Hán Hoàn Đế kết hợp với hoạn quan lật đổ Lương Ký trong một cuộc đảo chính. Cả gia tộc họ Lương bị thảm sát. Ngày 29 tháng 9, ngôi mộ của Lương hoàng hậu tên gọi Ý lăng bị cải thành một ngôi mộ của một Quý nhân, nghĩa là Hán Hoàn Đế hoàn toàn tước bỏ danh hiệu Hoàng hậu của bà.